# إبراهيم المنصوري (لاعب كرة قدم إماراتي)
إبراهيم سعيد محمد المنصوري (مواليد 11 نوفمبر 1987) لاعب كرة قدم إماراتي يجيد اللعب في الوسط.

## مسيرة اللاعب
لعب مع نادي الخليج ونادي اتحاد كلباء ونادي الفجيرة ونادي دبا الفجيرة.

## روابط خارجية
- إبراهيم المنصوري على موقع Soccerway.com (الإنجليزية)